# ژان-میشل اوغورلیان
ژان-میشل اوغورلیان ( فرانسوی: Jean-Michel Oughourlian‎؛ زادهٔ ۲۰ اوت ۱۹۴۰) عصب‌شناس، پژوهشگر منوتیک، روانکاو،  صلح‌طلب، فیلسوف، منتقد ادبی و نویسنده در زمینه پزشکی ارمنی‌تبار اهل فرانسه است.

## زندگی‌نامه
وی در ۲۰ اوت ۱۹۴۰ در بیروت به دنیا آمد  وی در پاریس زندگی و در بیمارستان آمریکایی پاریس فعالیت می‌کند.